# جيمس إل. أوكونور
جيمس إل. أوكونور (بالإنجليزية: James L. O'Connor)‏ هو محامي وسياسي أمريكي، ولد في 1858، وتوفي في 1931.